# 中国共产党政治运动列表
中國共產黨政治運動列表列出了中国共产党在历史上發動的各個政治運動。

## 评价
理查德·派普斯《共产主义实录》一书指出：马克思主义认为人性是可以无止境地予以改造的，因此只要把惩治和教育结合起来，就可以造就出一批毫不利已的新人，甘愿投身到社会中为社会服务，实现柏拉图在其《理想国》中所描述的那种社会：“在社会生活中，完全没有私人或个体之分。”即使共产主义政权为达到此项目的而施行的高压政策能够收效，这种效果至多也只是暂时的，转瞬即逝...共产主义不能改变人的本性，这就注定它最后必将失败。列宁给 “无产阶级专政” 所下的定义说：“无产阶级专政的权力是一种不受任何约束的权力，不受法律条文的约束，绝对不受任何规章制度的束缚，它完全是以暴力为基础的。”历史经验表明，这样的一种政权倒也真的行之有效：它曾经强行于俄国及其附庸国，强行于中国、古巴、越南、柬埔寨，以及非洲和拉丁美洲的一些国家。然而，它的代价是惨重的，那还不仅是无数人所遭受的种种苦难，而且是这些政权所为之奋斗的那个目标，即人人平等，也完全消失了。
中共中央政治局常委董必武指「群众运动是不完全依靠法律的，甚至对他们自己创造的表现自己意志的法律有时也不大尊重，[...]助长人们轻视一切法制的心理」。改革開放前的政治運動師承自俄國十月革命，清华大学法学院苏亦工寫道「俄师教给我们的除了暴力、强权和欺诈外，还多了三样东西：仇恨、斗争和丧失自我。关于仇恨和斗争，凡是从20世纪50年代至70年代走过的人，哪个不曾有过‘仇恨在胸’、‘斗志昂扬’的经历？回首1921年以来的中国现代史，[...]频繁不断的斗争，接踵而至的运动，无不弥漫着暴力和血腥。」改革開放後，1999年「依法治国」写入《宪法》，繼而2004年提出和谐社会，意味着中國「摒弃了以阶级斗争为纲方针所赖以生存的思想基础——仇恨心理和斗争哲学，进而它还意味着我们朝着抛弃（蘇俄）洋教条」。
2022年10月，中国共产党第二十次全国代表大会在北京闭幕，会议通过了政治报告、中共党章修正案等。新党章加入了“敢于斗争及增强斗争本领”和强调“传承红色基因”。独立学者温志刚表示，中国新党章的基本精神已经确定将斗争哲学取代过去数十年的建设哲学。他说：“党章基本精神已经决定他要以斗争哲学取代过去四十年的建设哲学、经济发展哲学。这种包含斗争的党章是未来五年，甚至更长时间的（中共）总路线、新的纲领。在这个斗争纲领之下，才有李克强等邓小平发展路线的继承者被全部清洗。”

## 运动列表
| 時期             | 運動                             | 開始           | 結束          | 主要目標羣體                                                                                      | 死亡人數                                                 | 備註 |
| ---------------- | -------------------------------- | -------------- | ------------- | ------------------------------------------------------------------------------------------------- | -------------------------------------------------------- | --- |
| 中華蘇維埃共和國 | 反AB團                           | 1930年         | 1931年        | 黨羣機關 （後發展到軍隊）                                                                         | 7.6萬                                                    | 其中，紅二十軍和紅四軍衝突，導致紅二十軍副排級以上軍官全部被殺，史稱富田事變                                                                                             |
| 中華蘇維埃共和國 | 肅清社會民主黨                   | 1931年         | 1931年        | 閩西蘇區                                                                                          | 6352                                                     | 起因是有人錯喊社會民主黨的口號 |
| 中華蘇維埃共和國 | 白雀园肃反                       | 1931年         | 1931年        | 鄂豫皖苏区                                                                                        | 被捕者约600人 判死刑者约30人，判处各种刑期的徒刑者约百人 | |
| 中華蘇維埃共和國 | 肅清國民黨改組派                 | 1931年         | 1932年        | 鄂豫皖及湘鄂西蘇區                                                                                | 2萬多                                                    | 湘鄂西蘇區肅反4次，殺2萬多人；鄂豫皖蘇區將200多知識分子肅成5、6人。 |
| 中華蘇維埃共和國 | 反王明路线                       | 1933年         | 1933年        |                                                                                                   |                                                          | |
| 中華蘇維埃共和國 | 第一至第五次查田運動             | 1931年         | 1933年        |                                                                                                   |                                                          | |
| 中華蘇維埃共和國 | 肃清托派                         | 1935年         | 1937年        | 與王明、康生敵對的中共駐莫斯科黨員                                                                |                                                          | |
| 陝甘寧邊區       | 延安整風                         | 1942年         | 1945年        | 全體黨員                                                                                          | 超過1萬                                                  | |
| 陝甘寧邊區       | 土地改革運動                     | 1946年         | 1953年        | 解放區                                                                                            | 83萬至500萬                                              | 以土改前地主佔農村總人口4.75%（土地38.26%），土改後約佔2.6%（土地2.2%）計算，前後減少約667萬人。有約5%的富農，部分視同地主處理。                                         |
| 陝甘寧邊區       | 城工部事件                       | 1948年         | 1948年        | 闽浙赣革命根据地                                                                                  | 127                                                      | 超过3000名城工部党员被开除党籍，在党内起重要作用的干部被大量错杀，严重破坏了闽浙赣省委的地下工作。:442                                                                   |
| 毛澤東時期       | 思想改造运动                     | 1949年         | 1952年        | 全國知識分子                                                                                      |                                                          | |
| 毛澤東時期       | 三视教育运动                     | 1950年         | 1953年        | 全体中华人民共和国公民                                                                            |                                                          | |
| 毛澤東時期       | 镇压反革命运动                   | 1950年         | 1953年        | 全國国民党残余特工 土匪势力                                                                       | 反革命：71.2萬 或87.46萬 土匪：240萬                     | |
| 毛澤東時期       | 三反五反运动                     | 1951年         | 1952年        | 三反（1951年開始）： 中国共产党党员 前中国国民党党员 无党派官员 五反（1952年開始）： 中國資產階級 | 1320人自殺 51人遭槍斃                                    | 王朝彬著《三反實錄》：312萬人被調查，123萬人被指控貪污，運動共處分39.4萬人，槍斃51人。中組部副部長安子文報告稱383.6萬人被調查，120.3萬人被控貪污，至1952年底27萬人被處分 |
| 毛澤東時期       | 胡风反革命集团案                 | 1952年         | 1956年        | 文藝界人士                                                                                        | 逮捕92人 查處100萬人                                     | |
| 毛澤東時期       | 大肃托                           | 1952年         | 1953年        | 托洛茨基主义者                                                                                    |                                                          | |
| 毛澤東時期       | 公私合營                         | 1953年         | 1956年        | 全國                                                                                              |                                                          | 中共稱該政策系源於年中糧食嚴重減產，但該年並未減產，且在之前已在四川試點。                                                                                               |
| 毛澤東時期       | 肅清暗藏的反革命分子運動         | 1955年         | 1955年        | 黨政機關                                                                                          | 5.3萬                                                    | |
| 毛澤東時期       | 四大（大鸣大放、大字报、大辩论） | 1957年         | 1980年        |                                                                                                   |                                                          | |
| 毛澤東時期       | 反右运动                         | 1957年         | 1958年        | 全國 （以知識分子為主）                                                                           | 4117                                                     | 55萬至460萬人被定為右派。夹边沟有3000多名右派因饥饿而死，全国范围内的右派死亡数量未知。                                                                                  |
| 毛澤東時期       | 军队反教条主义运动               | 1958年         | 1958年        |                                                                                                   |                                                          | |
| 毛澤東時期       | 人民公社化运动                   | 1958年         | 1984年        | 全國農村                                                                                          |                                                          | 各地結束時間不同，人民公社解體時間亦不同 |
| 毛澤東時期       | 大跃进                           | 1958年         | 1961年        | 全國                                                                                              | 1500萬-5500萬                                            | 農村供應中斷 |
| 毛澤東時期       | 拔白旗、插红旗                   | 1958年         | 1958年        | 高等院校 科研機關                                                                                 |                                                          | |
| 毛澤東時期       | 反右倾运动                       | 1959年         | 1959年        | 共产党党员和干部                                                                                  |                                                          | 据1962年甄别平反时的统计，被重点批判和定为右倾机会主义分子的干部和党员有三百几十万人。                                                                                   |
| 毛澤東時期       | 第一次整風整社                   | 1959年         | 1960年        | 全国                                                                                              |                                                          | 至少波及600萬人，起因是廬山會議彭德懷上書 |
| 毛澤東時期       | 第二次整風整社                   | 1961年         | 1961年        | 公社官員                                                                                          |                                                          | 起因是信陽慘案曝光 |
| 毛澤東時期       | 四清五反运动                     | 1962年         | 1966年        | 中國農村                                                                                          | 77560                                                    | 「社会主义教育运动」的一部分 |
| 毛澤東時期       | 学雷锋運動                       | 1963年         | 至今          | 全國                                                                                              |                                                          | |
| 毛澤東時期       | 农业学大寨运动                   | 1963年         | 1976年        | 全國農村                                                                                          |                                                          | |
| 毛澤東時期       | 全国学习人民解放军运动           | 1963年         |               |                                                                                                   |                                                          | 林彪要求解放軍「突出政治」 |
| 毛澤東時期       | 工业学大庆运动                   | 1966年         | 1976年        | 全國                                                                                              |                                                          | |
| 毛澤東時期       | 无产阶级文化大革命               | 1966年         | 1977年        | 全國                                                                                              | 1億人受迫害 172萬至2000萬人死亡 703萬餘人傷殘            | 1977年8月，華國鋒宣佈文革勝利結束。 |
| 毛澤東時期       | 上山下乡运动                     | 1955年         | 1978年        | 城市青年 （1968年開始）                                                                           |                                                          | 1968年大規模展開 |
| 毛澤東時期       | 清查“五·一六反革命集团”运动      | 1967年         | 1974年        | 首都五一六红卫兵团 及相关成员                                                                     | 10萬                                                     | 1970年大规模展开 |
| 毛澤東時期       | 三忠於四無限运动                 | 1968年         |               |                                                                                                   |                                                          | |
| 毛澤東時期       | 一打三反运动                     | 1970年         | 1972年        | 全國                                                                                              | 15萬至20萬                                               | 周恩來下令按1‰肅清階級敵人，處決者少，自殺者多。 |
| 毛澤東時期       | 批陳整風運動                     | 1970年         | 1971年        |                                                                                                   |                                                          | |
| 毛澤東時期       | 反右傾回潮運動                   | 1972年         | 1973年        |                                                                                                   |                                                          | |
| 毛澤東時期       | 批林批孔运动                     | 1974年         | 1975年        | 全國                                                                                              |                                                          | |
| 毛澤東時期       | 反師道尊嚴運動                   | 1974年         | 1974年        |                                                                                                   |                                                          | |
| 毛澤東時期       | 批邓、反击右倾翻案风             | 1975年         | 1977年        | 全國                                                                                              |                                                          | |
| 華國鋒時期       | 揭批查运动                       | 1976年         | 1979年        | 四人幫及主要追隨者                                                                                |                                                          | |
| 華國鋒時期       | 抓綱治國                         | 1976年         |               |                                                                                                   |                                                          | |
| 華國鋒時期       | 普及大寨縣                       | 1976年         |               |                                                                                                   |                                                          | |
| 華國鋒時期       | 新大躍進                         | 1977年         |               |                                                                                                   |                                                          | |
| 華國鋒時期       | 真理标准大讨论                   | 1978年         | 1981年        |                                                                                                   |                                                          | 1978年10月，鄧小平陣營與華陣營面爭，佔上風。11月，平反四五运动。1981年6月，華國鋒下台。                                                                                  |
| 華國鋒時期       | 平反冤假错案（胡耀邦等）         | 1978年         |               |                                                                                                   |                                                          | |
| 鄧小平時期       | 清理三种人                       | 1980年         | 1987年        | 全国                                                                                              |                                                          | |
| 鄧小平時期       | 整党                             | 1983年         | 1987年        | 全国                                                                                              |                                                          | |
| 鄧小平時期       | 五講四美三熱愛                   | 1981年         |               | 全國                                                                                              |                                                          | |
| 鄧小平時期       | 清除精神污染                     | 1983年         | 1983年        | 全國知識分子                                                                                      |                                                          | |
| 鄧小平時期       | 严打                             | 1983年         | 1986年        | 全國                                                                                              |                                                          | |
| 鄧小平時期       | 反对资产阶级自由化               | 1986年         | 1992年        | 全體黨員                                                                                          |                                                          | |
| 鄧小平時期       | 反和平演变                       | 1989年         | 至今          |                                                                                                   |                                                          | |
| 江澤民時期       | 爱国主义教育                     | 1994年         | 至今          | 广大干部群众 尤其是青少年                                                                         |                                                          | |
| 江澤民時期       | 三讲教育                         | 1995年         | 2000年代初    | 縣處級以上領導幹部                                                                                |                                                          | |
| 江澤民時期       | 取締法轮功                       | 1999年         | 至今          | 全國                                                                                              |                                                          | |
| 江澤民時期       | 学习实践“三个代表”重要思想       | 2000年         | 至今          | 全體黨員                                                                                          |                                                          | |
| 胡錦濤時期       | 学习实践“科学发展观”             | 2003年         | 至今          | 全體黨員                                                                                          |                                                          | |
| 胡錦濤時期       | 构建“社会主义和谐社会”           | 2004年         | 至今          |                                                                                                   |                                                          | |
| 胡錦濤時期       | 保持共产党员先进性教育活动       | 2005年1月      | 2006年6月     | 全體黨政機關                                                                                      |                                                          | |
| 胡錦濤時期       | 树立“社会主义荣辱观”             | 2006年3月      | 至今          | 全國                                                                                              |                                                          | |
| 胡錦濤時期       | 创先争优活动                     | 2010年         | 2012年        | 基層黨員                                                                                          |                                                          | |
| 習近平時期       | 反腐運動                         | 2012年         | 至今          | 全體官員                                                                                          |                                                          | |
| 習近平時期       | 猎狐2014专项行动                 | 2014年7月22日  | 2014年底      | 逃亡到境外的貪官 （中共黨員和官員）                                                               |                                                          | |
| 習近平時期       | “天网”行动                       | 2015年         | 至今          | 逃亡到境外的貪官 （中共黨員和官員）                                                               |                                                          | |
| 習近平時期       | 脱贫攻坚战                       | 2015年11月27日 | 2021年2月25日 | 贫困人口                                                                                          |                                                          | |
| 習近平時期       | 党的群众路线教育实践活动         | 2013年         | 至今          | 全體黨員                                                                                          |                                                          | |
| 習近平時期       | 全面深化改革                     | 2013年         | 至今          |                                                                                                   |                                                          | |
| 習近平時期       | 深化国防和军队改革               | 2014年         | 至今          | 國防部門和軍隊                                                                                    |                                                          | |
| 習近平時期       | “三严三实”专题教育               | 2015年4月19日  | 至今          | 縣處級以上領導幹部                                                                                |                                                          | |
| 習近平時期       | “两学一做”学习教育               | 2016年2月29日  | 至今          | 全體黨員                                                                                          |                                                          | |
| 習近平時期       | 扫黑除恶专项斗争                 | 2018年1月24日  | 2021年3月29日 | 黑恶势力                                                                                          |                                                          | |
| 習近平時期       | 新冠肺炎清零                     | 2020年初       | 2022年末      |                                                                                                   |                                                          | 尽管在爆发初期有效地控制了病例增长，但是由于“层层加码”导致次生灾害频发。同时由于没有利用封城争取的时间研发出有效的疫苗和特效药，导致放开后死亡数激增。                   |
| 習近平時期       | 党史学习教育                     | 2021年2月20日  | 至今          | 全體黨員                                                                                          |                                                          | |

## 重要人物
以下列出历次运动被整肃的中共中央委员，
- 1929年：王藻文
- 1931年：李维汉、贺　昌
- 1955年：高　岗、饶漱石
- 1962年：彭德怀、习仲勋
- 1968年（文革时期）：刘少奇
- 1976年（文革时期）：邓小平
- 1977年：王洪文、张春桥、江　青、姚文元
- 1980年：汪东兴、纪登奎、吴　德、陈锡联
- 1987年：沈　图
- 1989年：赵紫阳、胡启立、芮杏文、阎明复
- 1992年：鲍　彤、钱永昌
- 1995年：陈希同
- 2000年：成克杰
- 2002年：高　严
- 2003年：刘方仁、田凤山
- 2006年：陈良宇
- 2008年：于幼军
- 2009年：康日新
- 2011年：刘志军
- 2012年：薄熙来
- 2013年：蒋洁敏、李东生
- 2014年：徐才厚、苏　荣、周永康、白恩培、杨金山、令计划
- 2015年：郭伯雄、周本顺、杨栋梁、苏树林
- 2016年：王　珉、田修思、黄兴国、王建平
- 2017年：李立国、王喜斌、孙怀山、项俊波、王三运、孙政才、杨焕宁

### 引用
1. 1 2  . xinsong.github.io.   [2022-10-26]. （原始内容存档于2019-09-06）.
2. 1 2 3  苏亦工.  (PDF). 华东政法大学学报. 2009, (2): 10-11. （原始内容 (PDF)存档于2021-04-23）.作者：清华大学法学院教授，中国社会科学院法学研究所研究员。
3. ↑  . www.gwytb.gov.cn.   [2022-10-26]. （原始内容存档于2022-10-26）.
4. ↑  . Radio Free Asia.   [2022-10-26]. （原始内容存档于2022-11-05） （中文（中国大陆））.
5. ↑  戴向青、羅惠蘭 AB團與福田事變始末 河南人民出版社 1994年 81-112
6. ↑  景玉川 富田事變平反的前前後後 百年潮 2000年第1期
7. ↑  蔣伯英 閩西的肅清社會民主黨冤案 中共黨史研究 1989年 第4期
8. ↑  土地革命戰爭時期反改組派鬥爭考析 湖北行政學院學報 2004年 第5期 湘鄂西中央分局報告，1934年9月15日
9. ↑  徐向前元帥回憶錄 解放軍出版社 2005年 108-109 張國燾 給中央政治局的報告 1931年11月25日
10. ↑  約翰·拜倫 康生傳 中國社會科學出版社 1998年 117頁
11. 1 2  世紀中國革命：中華人民共和國史 李福鐘 三民書局 2018年
12. ↑  郑锦华等. . 福建省: 厦门大学出版社. 1993年. ISBN 7561508468.
13. ↑  《建國以來重要文獻選編》3:384-388
14. 1 2 3 4  馮客 解放的悲劇：中國革命史1945-1957 聯經 2018年3月
15. ↑  薄一波 若干重大決策與事件的回顧 下 846-850
16. ↑  金鐘 大躍進餓死人的新資料——中共官方人口統計研究 開放雜誌 1994年1期 52-53
17. ↑  中共中央關於採取非常措施解決當前糧油供應問題的緊急指示（1959年5月26日）
18. ↑  林蘊暉 中華人民共和國史 4:520 香港中文大學
19. ↑  林蘊暉 中華人民共和國史 4:627-637 香港中文大學
20. ↑  馮客 文化大革命：人民的歷史 1962-1976 聯經 2017年 260、267-268頁

### 书籍
- 《如此中共》（臺北）
- 《中華人民共和國大事記》
- 《文革十年史》（嚴家祺，高𦤎 潮流出版社）